# Одна июньская ночь
«Одна июньская ночь» (пол. Noc czerwcowa) — польский телефильм 2001 года режиссёра Анджея Вайды по пьесе Ярослава Ивашкевича «Июньская ночь».

## Сюжет
1864 год. Царство Польское, Российская империя. История неожиданной и всепоглощающей любви русского офицера и польской аристократки.
Судьба сводит польскую аристократку, муж которой сослан в Сибирь за участие в Польском восстании, подавленном царскими властями, и квартирующего в её поместье русского офицера — поручика гвардейского полка, оставленного здесь для отбора лошадей для России. Это молодой офицер, бедный, как церковная мышь, «неумелый и неуклюжий ни к чему», но благородный и деликатный в доме «ни то замужней женщины, ни то вдовы».
Как верная жена пани Эвелина обязана отправиться за мужем в ссылку — это её супружеский и патриотический долг, этого ждут в обществе. Но она никак не может решиться на отъезд, хотя и успешно скрывает свои чувства к поручику.
Искусно добавляют масла в огонь домочадцы графини — пожилая тётушка, дочь-подросток и её гувернантка-француженка, которым уж совсем не хочется «пойти по миру» после отъезда пани, да и все слуги во главе с управляющий имением заняты одной мыслью: как не допустить отъезда хозяйки, ведь поместье без неё обречено на запустение. Для них одна надежда — пан поручик…
Пани Эвелина уже собралась в дорогу, но её сердце и годами не удовлетворенная страсть подталкивают к другому выбору. Всё должно решиться в июньскую ночь Святого Яна…

## В ролях
- Гражина Шаполовская — Эвелина
- Александр Домогаров — Эдмунд, поручик
- Ежи Радзивилович — Пётр
- Анна Полоны — тётка Даниэла
- Игнаций Гоголевский — Хвалибуг
- Беата Фудалей — Флорентина
- Станислава Целиньска — Кукулусия
- Анна Самусёнек — Бронча
- Павель Вильчак — Филипп
- Ольга Фрыч — Мэри
- Мария Хомерская — эпизод

## Литературная основа
Сценарием фильма является пьеса Ярослава Ивашкевича «Июньская ночь» — сценическая переделка его одноимённого рассказа, опубликованного ещё в 1976 году, сделанная самим писателем за несколько месяцев до смерти специально для экранизации режиссёром Аджея Вайдой, по его просьбе писатель дописал ряд событий, отсутствующих в рассказе.

## Критика
Кинокритик Сергей Кудрявцев в обзоре фильмов режиссёра Аджея Вайды дал фильму шесть баллов из десяти возможных.